# Liste der Naturdenkmäler in Beckum
Die Liste der Naturdenkmäler in Beckum nennt die Naturdenkmäler in Beckum im Kreis Warendorf in Nordrhein-Westfalen.

## Naturdenkmäler
| Nummer | Bezeichnung           | Lage | Bemerkung                                         | Bild |
| ------ | --------------------- | --- | ------------------------------------------------- | ---- |
| 2.6.1  | Stieleiche            | Flur 154, Flurstück 1 am südlichen Rand eines Waldes in Hinteler ca. 500 m westlich des Hofes Pellengahr (51° 46′ 35″ N, 7° 58′ 41,2″ O)                     | Stammdurchmesser 1,9 m, Kronendurchmesser 30 m    |      |
| 2.6.2  | Stieleiche            | Flur 315, Flurstück 852 im Seitenraum einer Straße am Hof Degener südlich der Kläranlage Neubeckum (51° 48′ 36″ N, 8° 1′ 21″ O)                              | Stammdurchmesser 1,3 m, Kronendurchmesser 15–18 m |      |
| 2.6.3  | Stieleiche            | Flur 320, Flurstück 64 An einer Hecke in der Feldflur nördlich Neubeckum (51° 48′ 29,2″ N, 8° 1′ 55,9″ O)                                                    | Stammdurchmesser 1,4 m                            |      |
| 2.6.4  | 4 Stieleichen         | Flur 211, Flurstück 63 In der Feldflur nördlich des Gehöfts Große Westhoff am Südrand der BAB A 2 (51° 47′ 2″ N, 8° 3′ 9″ O)                                 | Stammdurchmesser 0,7 m – 1,1 m                    |      |
| 2.6.5  | Linde (Tilia cordata) | Flur 210, Flurstück 202 In der freien Feldflur östlich Vellern an einer Wegekreuzung. Unter der Linde befindet sich ein Kreuz. (51° 47′ 2″ N, 8° 4′ 36,8″ O) | Stammdurchmesser 1,1 m                            |      |
| 2.6.6  | Stieleiche            | Flur 120, Flurstück 8 am Ostrand des Hofes Samson zwischen einem Gebäude und der Straße (51° 43′ 31,1″ N, 8° 4′ 18,1″ O)                                     | Stammdurchmesser 1,9 m                            |      |
| 2.6.7  | 3 Stieleichen         | Flur 103, Flurstück 14 in einer Grünlandfläche nördlich des Hofes Roxel in Holter (51° 46′ 14,2″ N, 8° 6′ 33,8″ O)                                           | Stammdurchmesser ca. 0,7 m                        |      |